# Kruis van Pisa
Een kruis van Pisa is een van de vele vormen die een kruis in heraldiek en faleristiek kan krijgen. 
De armen waaieren uit wat wil zeggen dat ze steeds breder worden. De uiteinden van de vier armen zijn puntig. Het kruis heeft dus 12 punten.
Het kruis wordt in onderscheidingen veel gebruikt, voorbeelden zijn de Militaire Orde van Savoye en het Algemene Ereteken van het  Koninkrijk Saksen.